# Teoderik IV.
Teoderik IV. (francosko Thierry), je bil merovinški kralj Frankov, ki je vladal od leta 721 do svoje smrti leta 737, * okoli 712, † 737. 
Bil je sin kralja Dagoberta III.. Datum njegovega rojstva ni znan, vsekakor pa je bil rojen po letu 711.
Med Teoderikovo  vladavino je kraljestvu vladal majordom Karel Martel, ki je imel Teoderika v priporu, najprej v opatiji Chelles in nato v Château-Thierry.
Po Teoderikovi smrti je frankovski prestol ostal sedem leta prazen, dokler ni Pipin Mali nanj posadil Hilderika III.., zadnjega merovinškega kralja, potem pa sam zasedel frankovski prestol.
| Teoderik IV. MerovingiRojen: ni znano Umrl: 737 |                       |                                    |
| Vladarski nazivi                                |                       |                                    |
| Predhodnik: Klotar IV. Hilperik II.             | Kralj Frankov 721–737 | Naslednik: Karel Martel (de facto) |